# Крішлівці
Крішлівці (Кришлівці) (словац. Krišľovce) — село в Словаччині, Стропковському окрузі Пряшівського краю. Розташоване в північно-східній частині Словаччини.
Уперше згадується у 1567 році.
У селі є греко-католицька церква святих Петра і Павла з 1910 року в стилі бароко.

## Населення
| Рік:            | 1993 | 2003    | 2013     | 2023  |
| --------------- | ---- | ------- | -------- | ----- |
| Кількість осіб: | 61   | 55      | 35       | 28    |
| Різниця:        |      | -9,83 % | -36,36 % | -20 % |

| Рік:            | 2022 | 2023    |
| --------------- | ---- | ------- |
| Кількість осіб: | 30   | 28      |
| Різниця:        |      | -6,66 % |

В селі проживає 38 осіб.
Національний склад населення (за даними останнього перепису населення — 2001 року):
- словаки — 100,0%

Склад населення за приналежністю до релігії станом на 2001 рік:
- греко-католики — 94,92%,
- римо-католики — 5,08%,

| Словаччина | Це незавершена стаття з географії Словаччини. Ви можете допомогти проєкту, виправивши або дописавши її. |

1. ↑  Ця сторінка має Властивість Вікіданих P910: категорія за темою сторінки із значенням "Category:Krišľovce", але не має назви українською мовою, яку треба додати за посиланням d:Special:SetLabelDescriptionAliases/Q10002229/uk.
Докладніше: Вікіпедія:Проєкт:Вікідані; Вікіпедія:Категоризація.
2. ↑  Hustota obyvateľstva - obce [om7014rr_obc=AREAS_SK, v_om7014rr_ukaz=Rozloha (Štvorcový meter)]. Statistical Office of the Slovak Republic. 28 березня 2024. Процитовано 8 лютого 2025.
3. ↑  Počet obyvateľov podľa pohlavia - obce (ročne) [om7101rr_obce=AREAS_SK]. Statistical Office of the Slovak Republic. 28 березня 2024. Процитовано 8 лютого 2025.
4. ↑  Останні вибори до органів місцевого врядування Словаччини відбулися 11 листопада 2018 року. Дані про голову місцевого уряду можуть бути неактуальними.
5. ↑  Krišľovce. ŠÚ SR: sodbtn.sk (словац.). // детальні статистичні дані
6. 1 2  Počet obyvateľov podľa pohlavia - obce (ročne) [om7101rr_obce=AREAS_SK]. Statistical Office of the Slovak Republic. 28 березня 2024. Процитовано 8 лютого 2025.